# Emichsburg (Ludwigsburg)

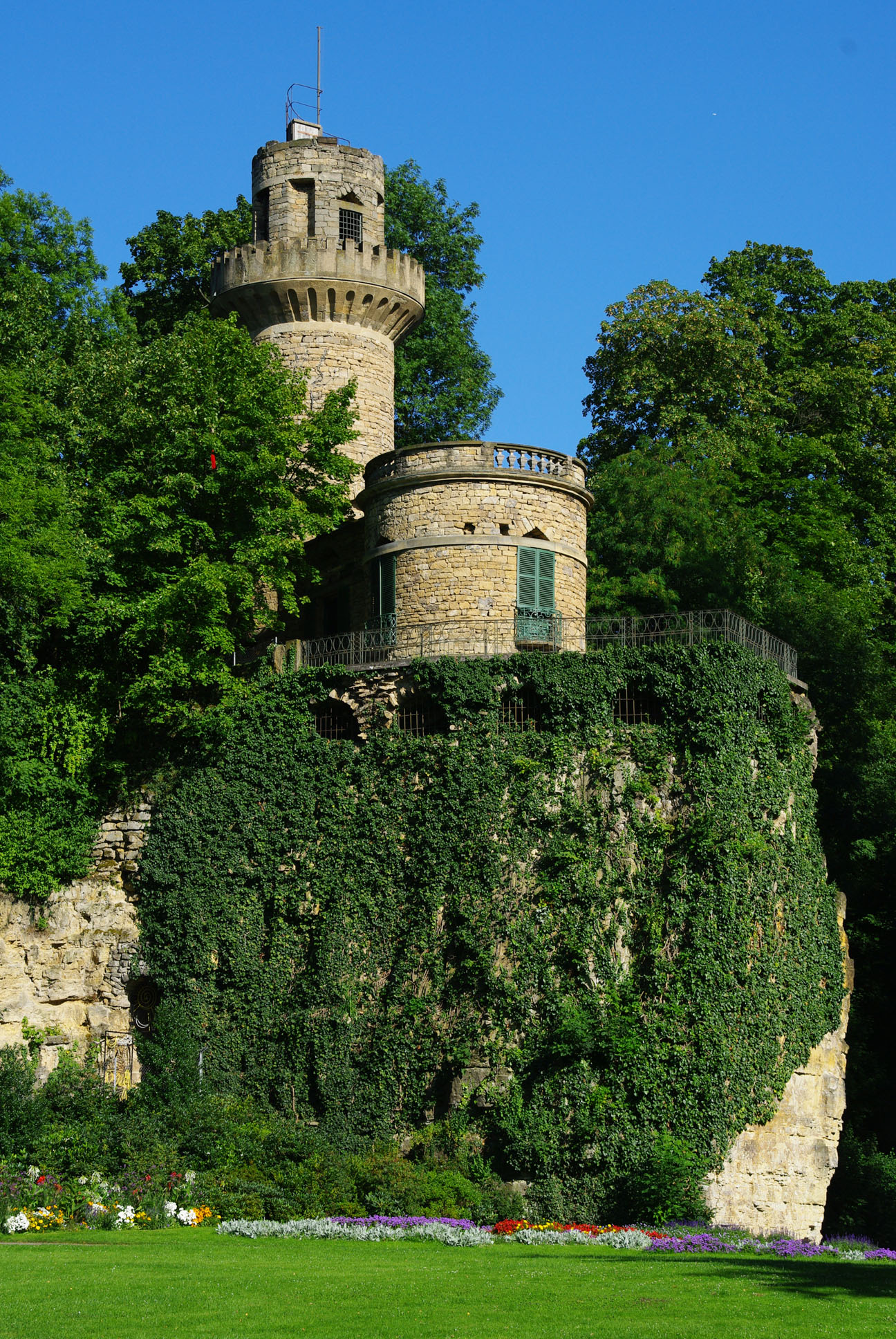
Die Emichsburg von Westen

Die Emichsburg ist ein Bauwerk im Ostgarten des Blühenden Barocks in Ludwigsburg.
Die Emichsburg wurde in den Jahren 1798 bis 1802 nach Plänen von Nikolaus Friedrich von Thouret im Ostgarten des Schlosses Ludwigsburg, dem heutigen Blühenden Barock, im mittelalterlichen Stil über einem ehemaligen Steinbruch aufgebaut. Sie gilt als das Hauptwerk im englischen Gartenbereich und wurde nach den Ideen von Herzog Friedrich II. von Württemberg bei der Umgestaltung dieses Gartenbereichs errichtet. Sie ist benannt nach Emicho, dem Bruder des Grafen Ludwig I., der im 12. Jahrhundert urkundlich erwähnt wurde. Die Emichsburg wird heute im Märchengarten des Schlossparks als Rapunzelturm genutzt. Im Untergeschoss der Emichsburg wird der Riese „Rübezahl“ über eine Animation präsentiert.